# Velleminfroy
Velleminfroy é uma comuna francesa na região administrativa de Borgonha-Franco-Condado, no departamento de Alto Sona. Estende-se por uma área de 6,02 km². Em 2010 a comuna tinha 303 habitantes (densidade: 50,3 hab./km²).